# 南伊利诺伊大学系统
南伊利诺伊大学系统是美国伊利诺伊州的一个州立大学系统，旗舰校区是南伊利诺伊大学卡本代尔分校，另有南伊利诺伊大学爱德华兹维尔分校。